# Glamrock Brothers
Die Glamrock Brothers sind ein deutsches DJ-Duo aus Bayern.

## Karriere
Die beiden DJs, deren Markenzeichen ihre ausgefallene Kleidung und ihre überdimensionierten Hüte sind, sind seit Mitte der 2000er gemeinsam aktiv. Über das Label Glamara Records brachten sie mehrere Singles heraus. Es ist ein Sublabel von Lickin' Records, das den Sunloverz gehört. Mit dem Produzentenduo zusammen nahmen sich die Glamrock Brothers 2012 den Nightcrawlers-Hit Push the Feeling On aus dem Jahr 1993 vor. Sie mixten eine neue Version, an der sich auf Nachfrage der Sänger des Originals, John Reid, beteiligte. Die Version 2k12 wurde in den verschiedenen deutschen Dancecharts ganz vorne geführt. In den deutschen Singlecharts erreichte das Lied nur Platz 100, in der Schweiz konnte sich die Dancenummer aber immerhin auf Platz 57 platzieren.

## Diskografie
Lieder
- You Got What I Want (2007)
- That Sound (2008)
- Long Train Runnin’ (2009)
- Ma Baker (2009)
- Push the Feeling On 2k12 (Glamrock Brothers & Sunloverz featuring Nightcrawlers, 2012)